# Oratorio di San Gregorio Taumaturgo
Oratorio di San Gregorio Taumaturgo var ett oratorium i Rom, helgat åt den helige Gregorios Thaumatourgos. Oratoriet var beläget vid Via della Pedacchia i Rione Campitelli.

## Kyrkans historia
Det har inte säkerställts när oratoriet uppfördes, men det skall ha haft anor från medeltiden. Oratoriet innehades av Confraternita di San Gregorio Taumaturgo, ett brödraskap som ivrade för vördnaden för Gregorios Thaumatourgos. Under slutet av 1800-talet träffades Compagnia del Sacramento från den närbelägna basilikan San Marco i oratoriet. Den italienske arkeologen och historikern Mariano Armellini skriver i sitt bokverk Le Chiese di Roma från 1891 att oratoriet är dekonsekrerat och ombyggt till krog.
Mellan 1885 och 1911 uppfördes Viktor Emanuel-monumentet till kung Viktor Emanuel II:s ära. Under de följande decennierna revs stora delar av den omkringliggande bebyggelsen med kyrkor, palats och piazzor. Oratorio di San Gregorio Taumaturgo revs under 1890-talet.